# Demolition Hammer
I Demolition Hammer sono un gruppo musicale death/thrash metal originario di New York, Stati Uniti. Il primo nucleo della band è nato verso la fine degli anni ottanta.

## Storia del gruppo
Dopo due demo, la band ha esordito sul mercato discografico nel 1990 con l'album Tortured Existence, dal puro stile speed metal, seguito nel 1992 dal più significativo Epidemic of Violence, il cui stile è tra il thrash e il death metal. Nel 1994 è uscito un terzo album Time Bomb.
Di lì a poco, dopo l'abbandono del chitarrista Reilly e la morte del batterista Vinny Daze  per avvelenamento da pesce palla durante un viaggio in Africa nel 1996, il gruppo sciolse.
Dopo vent'anni, nel marzo 2016, la band  si è riunita con l'intenzione di effettuare un breve tour e partecipare ad alcuni festival. Probabile anche un ritorno in studio per la registrazione di un nuovo album.

## Formazione

### Formazione attuale
- Steve Reynolds - voce, basso (1986-1994, 2016-presente)
- James Reilly - chitarra, voce addizionale (1986-1993, 2016-presente)
- Derek Sykes - chitarra, voce addizionale (1989-1994, 2016-presente)
- Angel Cotte - batteria (2016-presente)

### Ex componenti
- John Salerno - batteria (1986-1988)
- Vincent "Vinny Daze" Civitano batteria (1989-1993)
- Álex Márquez - batteria (1994)

### Ex turnisti
- Mike Usifer - chitarra (1993)
- Dennis Munoz - chitarra (1994)

## Discografia

### Album in studio
- 1990 – Tortured Existence
- 1992 – Epidemic of Violence
- 1994 – Time Bomb

### Compilation
- 2008 – Necrology: A Complete Anthology

### Demo
- 1988 – Skull Fracturing Nightmare
- 1989 – Necrology